# Bombi (Bélabo)
Pour les articles homonymes, voir Bombi.
Bombi est un village camerounais de la région de l'Est. Il se situe dans le département de Lom-et-Djérem et il dépend de la commune de Bélabo et du canton de Pol. 
Il se situe sur la route de Bertoua à Yoko-Betougou et à Deng-Deng.

## Population
D'après le recensement de 1966, Bombi comptait cette année-là 289 habitants. Il en comptait 314 en 2005. 

## Infrastructures
Le plan de développement communal de Bélabo prévoyait en 2012 la construction d'un incinérateur de déchets, et d'un logement d'astreinte au Centre de Santé Intégré.

## Annexe